# Nanjing City FC
Der Nanjing City Football Club (chinesisch 南京城市足球俱乐部) ist ein chinesischer Fußballverein aus Nanjing (chinesisch 南京). Der Verein spielt in der zweiten Liga des Landes, der China League One.

## Stadion
Der Verein trägt seine Heimspiele im Nanjing Youth Olympic Sports Park (chinesisch 南京青奥体育公园) in Nanjing (chinesisch 南京), Provinz Jiangsu (chinesisch 江蘇), aus. Das Stadion hat ein Fassungsvermögen von 18.000 Personen.

## Trainerchronik
Stand: 9. Februar 2022
| Trainer    | Nation              | von            | bis   |
| ---------- | ------------------- | -------------- | ----- |
| Tang Bo    | Volksrepublik China | 1. Juni 2020   | ?     |
| Jun Hu     | Volksrepublik China | 1. Januar 2021 | ?     |
| Fulvio Pea | Italien             | 18. April 2021 | heute |

## Saisonplatzierung
| Saison | Liga                     | Level | Platz          |
| ------ | ------------------------ | ----- | -------------- |
| 2019   | Chinese Champions League | 4     | 1. ▲           |
| 2020   | China League Two         | 3     | 1. (Group A) ▲ |
| 2021   | China League One         | 2     | 10.            |
| 2022   | China League One         | 2     | 8.             |
| 2023   | China League One         | 2     | 5.             |